# Никарета из Мегары
Никаре́та (др.-греч. Νικαρέτη) из Мега́ры (ок. 300 до н. э.) — древнегреческая гетера и женщина-философ, представительница Мегарской школы. Происходила из знатного рода, отличалась изысканной культурой. Была ученицей и любовницей философа Стильпона из Мегары.

## Первоисточники
Сведения о биографии Никареты очень отрывочны. 
Афиней писал о ней: 
Гетера Никарета из Мегар
была из небезвестного рода и отличалась знатностью и образованностью: она — ученица философа Стильпона.
Диоген Лаэртский отмечал: 
Он [Стильпон] был женат и жил с гетерой по имени Никарета.